# Diplont
Diplonten sind Organismen, deren Zellkerne mit Ausnahme der Gameten (Keimzellen) einen doppelten (diploiden) Chromosomensatz enthalten. Die Gameten besitzen dagegen einen einfachen (haploiden) Chromosomensatz. Den Diplonten stehen die Haplonten gegenüber, bei denen alle Zellen bis auf die diploide Zygote haploid sind. Drittens gibt es die Diplohaplonten, bei denen abwechselnd diploide und haploide Generationen auftreten.
Sich sexuell fortpflanzende Organismen durchlaufen einen Kernphasenwechsel, bei dem  jeweils zwischen einer haploiden und einer diploiden Phase abgewechselt wird (Spezialfälle mit Polyploidie hier nicht berücksichtigt). Der Übergang von der diploiden zur haploiden Phase erfolgt bei der Reduktionsteilung (Meiose), bei welcher die Chromosomen so aufgeteilt werden, dass jede haploide Tochterzelle jeweils einen homologen Partner eines Chromosomenpaares erhält. Diese haploiden Zellen sind die Gameten: im weiblichen Geschlecht die Eizelle, im männlichen die Spermien. Sie verschmelzen bei der Befruchtung paarweise zu einer diploiden Zygote, aus der sich der neue diploide Organismus entwickelt.
Fast alle vielzelligen Tiere (Metazoa) sind Diplonten (mit Ausnahme der Arten mit haplodiploider Geschlechtsdetermination). Dagegen sind alle höher organisierten Pflanzen (Samenpflanzen, Farne und Moose) Diplohaplonten. Bei den Samenpflanzen ist die haploide Generation stark reduziert und durch das wenigzellige Pollenkorn und durch den Embryosack in der Samenanlage repräsentiert.
Die Begriffe Diplont und Haplont wurden 1918 durch den Zoologen Max Hartmann in die biologische Fachsprache aufgenommen (in seinem Werk Theoretische Bedeutung und Terminologie der Vererbungserscheinungen bei haploiden Organismen (Chlamydomonas, Phycomyces, Honigbiene)). Der ihm zugrunde liegende Begriff Diploidie stammt bereits von 1905 (in Typische und allotypische Kernteilung. Ergebnisse und Erörterungen), von dem Botaniker Eduard Strasburger.